# Kliros

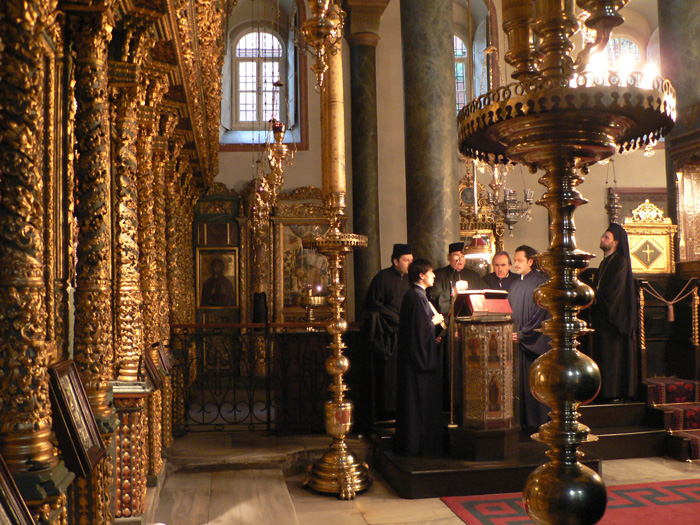
Chantres chantant dans le kliros de l'église Saint-George d'Istanbul, Patriarcat de Constantinople.

Le kliros (grec ancien : κλήρος, klēros, pluriel κλήροι , klēroi; vieux slavon : клиросъ, kliros ou parfois крилосъ krilos) est la partie des églises orthodoxes ou des églises catholiques orientales réservée au chœur. Il désigne à la fois l'espace réservé aux chantres et aux musiciens et celui où les textes des partitions sont conservés.
Le nom dérive du grec «tirer au sort» : depuis l'origine, ceux qui lisent et chantent sont choisis par tirage au sort.

## Usage des kleroi
Historiquement, les cathédrales, monastères et établissements religieux importants comportaient deux chœurs (chorales), à droite et à gauche de la nef. Ceux-ci chantent des antiennes en mode antiphonique ; ce mode s'est partiellement perpétué jusqu'aujourd'hui dans le rite occidental. Cette pratique généralisée dans l'Église byzantine est devenue la norme de toute l'Église orthodoxe.

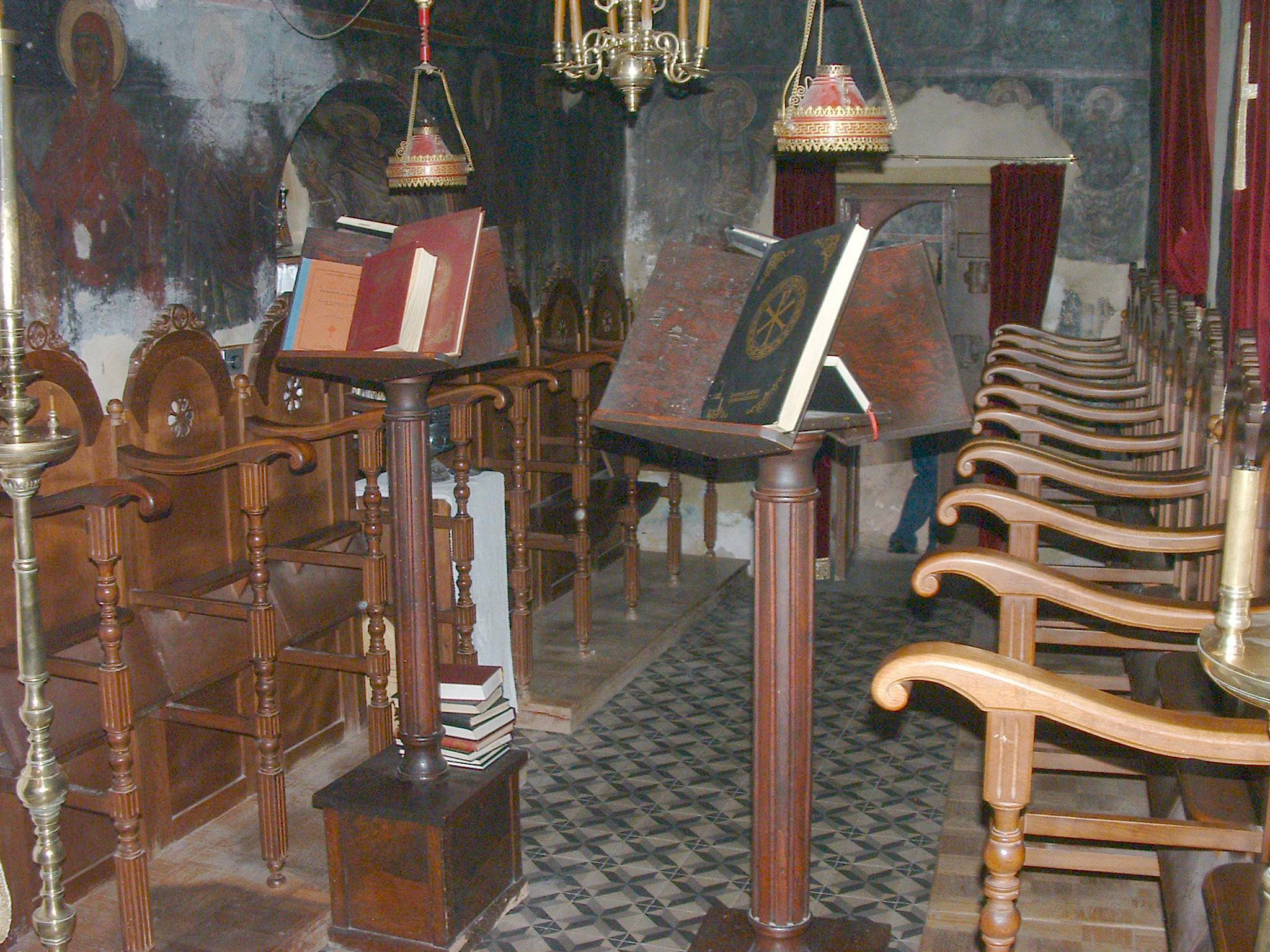
Kliros avec des analogia pour les ouvrages liturgiques.

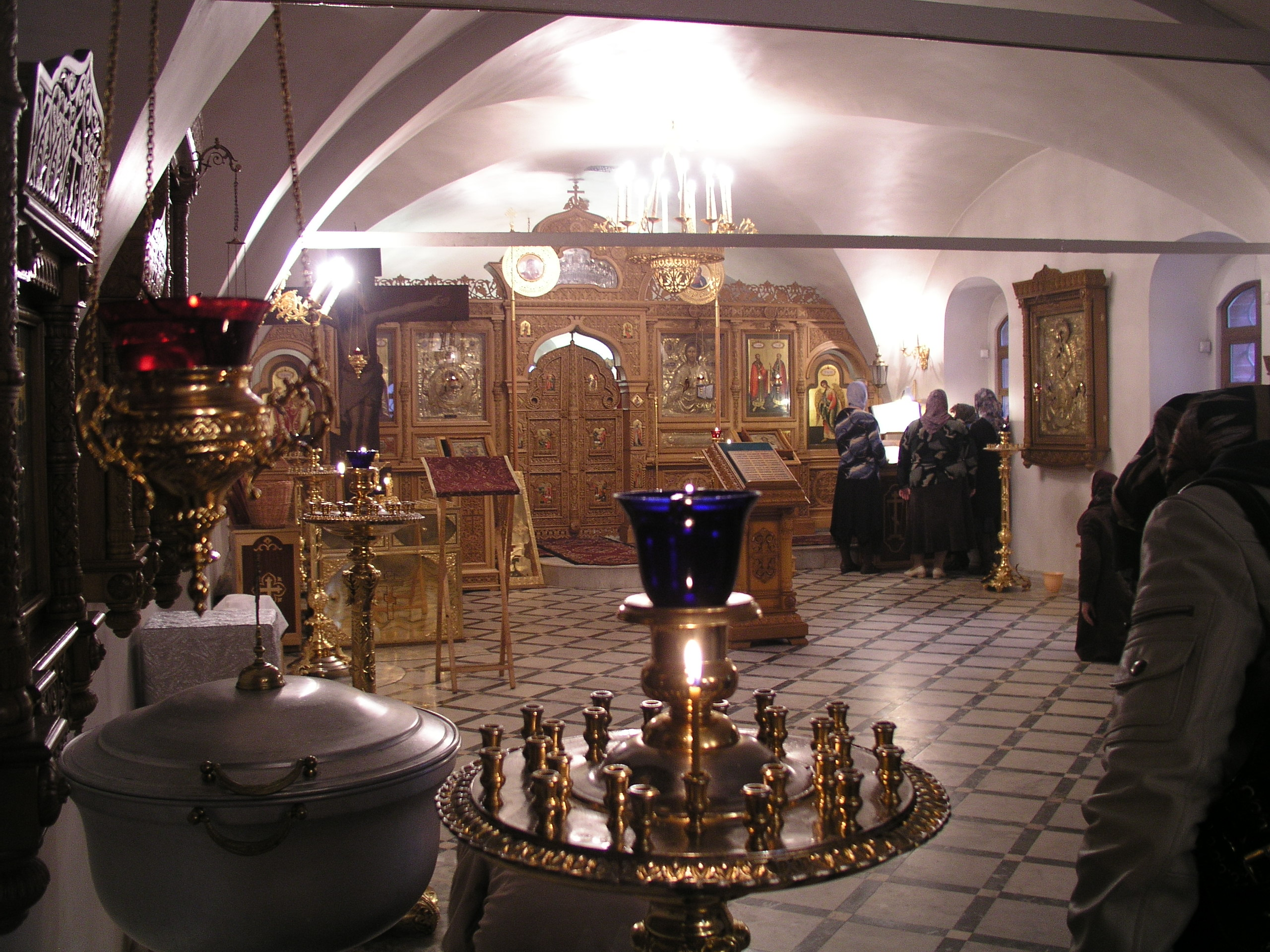
Kliros dans l'église de Saint-Jean Baptiste, Iaroslavl, Russia.

Cette disposition suppose un certain nombre de chanteurs de chaque côté, ainsi que deux chanteurs hautement qualifiés compétents pour mener les services. Malheureusement, les chantres hautement qualifiés sont extrêmement rares aujourd'hui. Aussi la plupart des églises n'ont qu'un kliros, souvent à la droite de l'iconostase. Néanmoins, certaines cathédrales patriarcales, communautés monastiques ou grands séminaires, où les ressources en chantres et chanteurs sont suffisantes, peuvent encore avoir deux kliroi.
Dans les églises orthodoxes grecques et certaines églises orthodoxes russes traditionnelles, les chantres qui chantent au kliros portent souvent une soutane noire. Dans la tradition orthodoxe arménienne, les hommes et les femmes de la chorale au kliros portent un sticharion (robe faite de matériaux fins).